# Zosterops natalis
Zosterops natalis — вид воробьиных птиц из семейства белоглазковых (Zosteropidae).

## Распространение
Эндемики Острова Рождества. Живут в лесах и кустарниках.

## Описание
Длина тела 11.7-13.5 см. Верхние части тела серовато-оливковые, нижние беловатые. Над глазом имеется желтоватая полоска. Глаз окружает характерное кольцо из белых перьев.

## Охранный статус
МСОП присвоил виду охранный статус NT (из-за небольшого ареала). Появление на Острове Рождества инвазивного вида муравьев Anoplolepis gracilipes нанесло существенный вред местному биоразнообразию. Однако на популяцию Zosterops natalis оно опосредованно повлияло положительно, так как увеличило количество насекомых Coccoidea, которым могу кормиться эти птицы. Самим же представителям вида муравьи, вопреки опасениям учёных, никакого ущерба не нанесли. Наличие у вида еще одной популяции на небольшом острове снижает вероятность его внезапного вымирания по причине какого-либо стихийного бедствия.